# Se Você Voltar
"Se Você Voltar" é uma canção da cantora brasileira Bruna Viola com a participação da dupla sertaneja César Menotti & Fabiano. A canção foi lançada no dia 29 de junho de 2015 como primeiro single do álbum Sem Fronteiras. A canção também entrou para a trilha sonora da novela Velho Chico da Rede Globo.

## Composição
Escrita por César e Fátima Leão, a música tem um estilo de sertanejo mais tradicional tocada com viola caipira, e fala sobre os sentimentos de uma pessoa que deixou seu amor partir e agora, arrependido, o quer de volta, com saudades do passado.

## Lista de faixas
| Download digital no iTunes |                  |         |  |
| N.º                        | Título           | Duração |  |
| 1.                         | "Se Você Voltar" | 2:57    |  |

## Desempenho nas tabelas musicais
| Tabela musical (2015)                     | Melhor posição |
| ----------------------------------------- | -------------- |
| Brasil - Billboard Brasil Hot 100 Airplay | 36             |